# Monostola pectinata
Monostola pectinata là một loài bướm đêm trong họ Noctuidae.